# Caraquet Railway
Die Caraquet Railway war eine Eisenbahngesellschaft in der kanadischen Provinz New Brunswick. Sie wurde am 18. April 1874 gegründet und beabsichtigte, die Ausbeutung der letzten Urwaldbestände der Provinz zu ermöglichen und die Fischerorte am Sankt-Lorenz-Golf an das Eisenbahnnetz anzubinden. Die Eisenbahnstrecke schloss in Gloucester Junction an die Intercolonial Railway an und wurde Mitte der 1880er Jahre gebaut. Spätestens 1887 war die Strecke bis Caraquet in Betrieb, wahrscheinlich jedoch schon bis zur Golfküste in Shippigan. Die Gesamtlänge der in Normalspur gebauten Strecke betrug etwa 108 Kilometer.
Die Bahn hatte mehrere Unglücke zu verkraften. Das bis dahin schwerste in New Brunswick ereignete sich am 17. Dezember 1887, kurz nach Eröffnung der Bahn, westlich von Caraquet. Ein Zug mit Schneepflug, der von Caraquet nach Gloucester Junction unterwegs war, stürzte in den Caraquet River, nachdem Treibeis die Brücke über den Fluss verschoben hatte. Acht Personen kamen dabei ums Leben. Im Jahr darauf, am 4. August 1888, brannte das Bahnhofsgebäude in East Bathurst ab. Das gleiche Schicksal ereilte eine Brücke bei Burnsville, die durch Funkenflug eines benachbarten Sägewerkes in Brand geriet.
Die Gulf Shore Railway hatte Ende der 1880er Jahre eine Zweigstrecke nach Tracedie eröffnet, die in Pokemouche Junction von der Caraquet Railway abzweigte. Die beiden Gesellschaften fusionierten am 13. April 1911 zur Caraquet and Gulf Shore Railway, die 1920 in den Canadian National Railways aufging. Die Strecke ist seit 1989 bis auf den sieben Kilometer langen Abschnitt Gloucester Junction–East Bathurst stillgelegt. Dieser Abschnitt wird heute durch die New Brunswick East Coast Railway bedient.